# Copa CEMAC
La Copa CEMAC (abreviación de Comunidad Económica y Monetaria de África Central) es un torneo amateur de fútbol que incluye sólo a los jugadores de las ligas locales del Congo, Chad, Guinea Ecuatorial, Camerún, Gabón y República Centroafricana. Como las ligas locales en esos 6 países son ligas amateur, esta competencia no es profesional. Sin embargo esta es una buena competición para descubrir nuevos talentos que logren acaparar la atención de clubes europeos para su posterior fichaje.
Una antigua versión de este evento (la Copa UDEAC) se disputó 7 veces de 1984 a 1990 (una por año) con los mismos 6 países. Después de más de una década, las naciones participantes decidieron reanimar la competencia bajo otro nombre, la Copa CEMAC.

## Palmarés Copa UDEAC
| Año  | Sede                     | Campeón | Final Resultado | Subcampeón | Tercer lugar | Resultado       | Cuarto lugar             |
| ---- | ------------------------ | ------- | --------------- | ---------- | ------------ | --------------- | ------------------------ |
| 1984 | Congo                    | Camerún | 2 - 2 (5 - 4 p) | Congo      | Gabón        | 2 - 2           | República Centroafricana |
| 1985 | Gabón                    | Gabón   | 3 - 0           | Congo      | Camerún      | 2 - 1           | Chad                     |
| 1986 | Guinea Ecuatorial        | Camerún | 4 - 1           | Chad       | Gabón        | -               | Congo                    |
| 1987 | Chad                     | Camerún | 1 - 0           | Chad       | Gabón        | 0 - 0 (4 - 3 p) | Guinea Ecuatorial        |
| 1988 | Camerún                  | Gabón   | 1 - 0           | Camerún    | Congo        | 3 - 0           | República Centroafricana |
| 1989 | República Centroafricana | Camerún | Liga            | Gabón      | Congo        | Liga            | Chad                     |
| 1990 | Congo                    | Congo   | 2 - 1           | Camerún    | Chad         | 2 - 1           | Gabón                    |

### Títulos por equipo
En cursiva, se indica el torneo en que el equipo fue local.
| Equipo                   | Campeón                    | Subcampeón     | Tercer lugar         | Cuarto lugar   |
| ------------------------ | -------------------------- | -------------- | -------------------- | -------------- |
| Camerún                  | 4 (1984, 1986, 1987, 1989) | 2 (1988, 1990) | 1 (1985)             |                |
| Gabón                    | 2 (1985, 1988)             | 1 (1989)       | 3 (1984, 1986, 1987) | 1 (1990)       |
| Congo                    | 1 (1990)                   | 2 (1984, 1985) | 2 (1988, 1989)       | 1 (1986)       |
| Chad                     |                            | 2 (1986, 1987) | 1 (1990)             | 2 (1985, 1990) |
| República Centroafricana |                            |                |                      | 2 (1984, 1988) |
| Guinea Ecuatorial        |                            |                |                      | 1 (1987)       |

## Palmarés Copa CEMAC
| Año           | Sede                     | Campeón                  | Final Resultado | Subcampeón               | Tercer lugar             | Resultado       | Cuarto lugar             |
| ------------- | ------------------------ | ------------------------ | --------------- | ------------------------ | ------------------------ | --------------- | ------------------------ |
| 2003 Detalles | Congo                    | Camerún                  | 3 - 2           | República Centroafricana | Congo                    | 1 - 0           | Gabón                    |
| 2005 Detalles | Gabón                    | Camerún                  | 1 - 0           | Chad                     | Gabón                    | 2 - 1           | Congo                    |
| 2006 Detalles | Guinea Ecuatorial        | Guinea Ecuatorial        | 1 - 1 (4 - 2 p) | Camerún                  | Gabón                    | 2 - 2 (7 - 6 p) | Chad                     |
| 2007 Detalles | Chad                     | Congo                    | 1 - 0           | Gabón                    | Chad                     | 1 - 0           | República Centroafricana |
| 2008 Detalles | Camerún                  | Camerún                  | 3 - 0           | Congo                    | República Centroafricana | 2 - 0           | Chad                     |
| 2009 Detalles | República Centroafricana | República Centroafricana | 3 – 0           | Guinea Ecuatorial        | Chad                     | 2 – 1           | Gabón                    |
| 2010 Detalles | Congo                    | Congo                    | 1 - 1 (9 - 8 p) | Camerún                  | República Centroafricana | 3 - 2           | Chad                     |
| 2013 Detalles | Gabón                    | Gabón                    | 2 - 0           | República Centroafricana | Congo                    | 2 - 1           | Camerún                  |
| 2014 Detalles | Guinea Ecuatorial        | Chad                     | 3 - 2           | Congo                    | Camerún                  | 0 - 0 (7 - 6 p) | Guinea Ecuatorial        |

### Títulos por equipo
En cursiva, se indica el torneo en que el equipo fue local.
| Equipo                   | Campeón              | Subcampeón     | Tercer lugar   | Cuarto lugar         |
| ------------------------ | -------------------- | -------------- | -------------- | -------------------- |
| Camerún                  | 3 (2003, 2005, 2008) | 2 (2006, 2010) | 1 (2014)       | 1 (2013)             |
| Congo                    | 2 (2007, 2010)       | 2 (2008, 2014) | 2 (2003, 2013) | 1 (2005)             |
| República Centroafricana | 1 (2009)             | 2 (2003, 2013) | 2 (2008, 2010) | 1 (2007)             |
| Chad                     | 1 (2014)             | 1 (2005)       | 2 (2007, 2009) | 3 (2006, 2008, 2010) |
| Gabón                    | 1 (2013)             | 1 (2007)       | 2 (2005, 2006) | 2 (2003, 2009)       |
| Guinea Ecuatorial        | 1 (2006)             | 1 (2009)       |                | 1 (2014)             |